# スティーヴォー

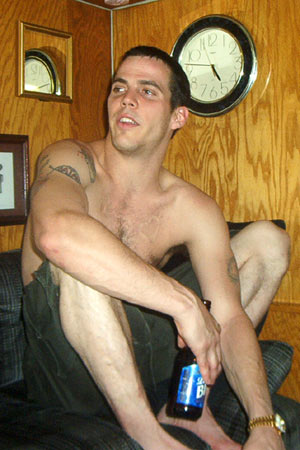
スティーヴォー（2003年）

スティーヴォー（英語表記：STEVE-O、本名：Stephen Gilchrist Glover, 1974年6月13日 - ）は、イギリス・ロンドン郊外のウィンブルドン出身のアメリカ合衆国のテレビパーソナリティ、スタントマン、ヒップホップ・アーティスト。

## 概要
アメリカ人の父とカナダ人の母を持ち、リングリング・ブラザーズ・アンド・バーナム&ベイリー・クラウン・カレッジ（en:Ringling Brothers and Barnum & Bailey Clown College）の卒業生。しかし、母体のリングリング・ブラザーズ・アンド・バーナム・アンド・ベイリー・サーカスには加わらなかった。
その後、『Big Brother』誌に自らのスタントビデオを送ったことが縁で同誌の編集長ジェフ・トレメインと知り合い、のちにトレメインが監督を務めるMTVのテレビ番組『ジャッカス (jackass)』、『ワイルドボーイズ (en:wildboyz)』に出演、超過激な特攻隊長を務めた。なお、MTVで『ジャッカス』が放送される前から、「学歴も職もない自分は人を笑わせる事しかできない」と、スタントまがいの危険ないたずらを繰り替えしながらハンディカメラで撮影していた。

## ビデオソフト『THE STEVE-O ゴキゲンだぜ』
ビデオ・DVDソフト『THE STEVE-O ゴキゲンだぜ』は、あまりにも危険で『ジャッカス』ですら取り上げてもらえなかったその映像を、ビデオソフト（5本セット）にしてアメリカで発売され、後に日本でも発売された。企画一つごとの割り振りは、数秒や1分以内という一発ネタから、様々なバリエーションのもとでシリーズ化されたものまで様々である。撮影は基本的にハンディビデオカメラによるものであり、画質はそれほど良くはない。
若きスティーヴォーがスケボーやドラッグに明け暮れた日々、初の命がけのスタントに挑んだ瞬間やサーカスで珍芸に励んだ下積み時代が収録されている。白鳥の仮装をしながら「流氷アイススケート」として流氷の上を華麗にアイススケートしたり、「人間ダーツ」といいながら自分の尻をダーツの的にしたり、尻から車のフロントガラスにダイブしたり、さらに車の運転をしながら排泄物を他人の車に投げつけたりするなど、型破りな行動をとっている。なお、彼の背中一面には「自分の」刺青が施されている。
そして、このDVDの一部を撮影中に、公共物破壊、麻薬所持の疑いで逮捕された。スティーヴォーは、同じアパートに住む隣人を追い出すことを目的に、その隣人の部屋の外壁を叩き壊し、穴を開けていたという。すべては本人によってビデオ録画されており、CBSの情報番組『TMZ』が入手した映像には、「コイツを追い出したいか」と叫ぶスティーヴォーに対して、「オオー」という野次馬の声が入っている。午前5時ごろに隣人が市民逮捕し、駆けつけた警察官が家の中を調べたところ、少量の麻薬が見つかったとのこと。

### その他の主なキャスト
- クリス・ポンティアス (Chris Pontius) - 「ワイルドボーイズ」でも共演
- プレストン・レーシー (Preston Lacy)
- ウィーマン（ジェイソン・アキュナ） (Wee-Man, Jason Acuna)
- デイヴ・イングランド (Dave England)
- エレン・マクーギー (Ehren McGhehey)